# Maria Żaboklicka-Budzichowa
Maria Żaboklicka-Budzichowa (ur. 24 października 1924 w Warszawie, zm. 13 października 1977 tamże) – polska malarka.

## Życiorys
Ukończyła studia w Akademii Sztuk Pięknych w Krakowie (1950) w klasie prof. Zbigniewa Pronaszki. Tworzyła pejzaże, portrety i malarskie impresje na temat dzieł literackich. Jej obrazy były prezentowane na 15 wystawach indywidualnych, wystawy pośmiertne Galerii ZPAP w Warszawie w roku 1978 (katalog wstęp) i 2008 (katalog-PL-EN). Brała też udział w wystawach zbiorowych, np. "Warszawa w sztuce". Szczególne miejsce w jej dorobku zajmuje cykl 183 obrazów inspirowanych powieścią Bułhakowa Mistrz i Małgorzata.
Prace artystki znajdują się w zbiorach m.in. Muzeum Narodowego w Warszawie, Muzeum Mazowieckiego w Płocku i w kolekcjach prywatnych.
Poza malarstwem, Maria Żaboklicka-Budzichowa tworzyła grafikę i pisała wiersze. Z koncepcji łączenia różnych rodzajów sztuki powstała wystawa „W stronę romantyzmu”, która towarzyszyła w roku 1970 Konkursowi Chopinowskiemu.

## Galeria

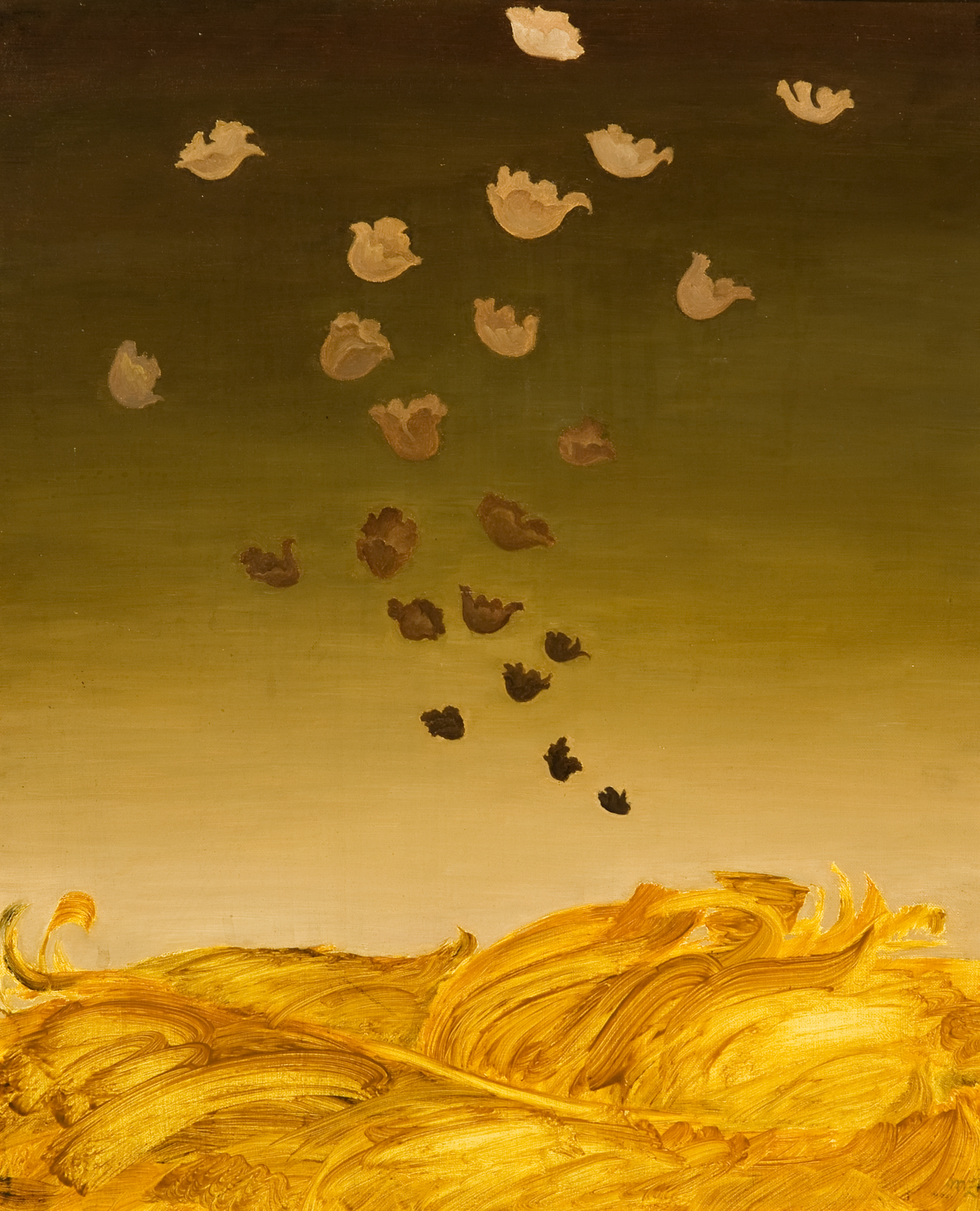
Czytając Gałczyńskiego (1973), olej, płótno 56x45
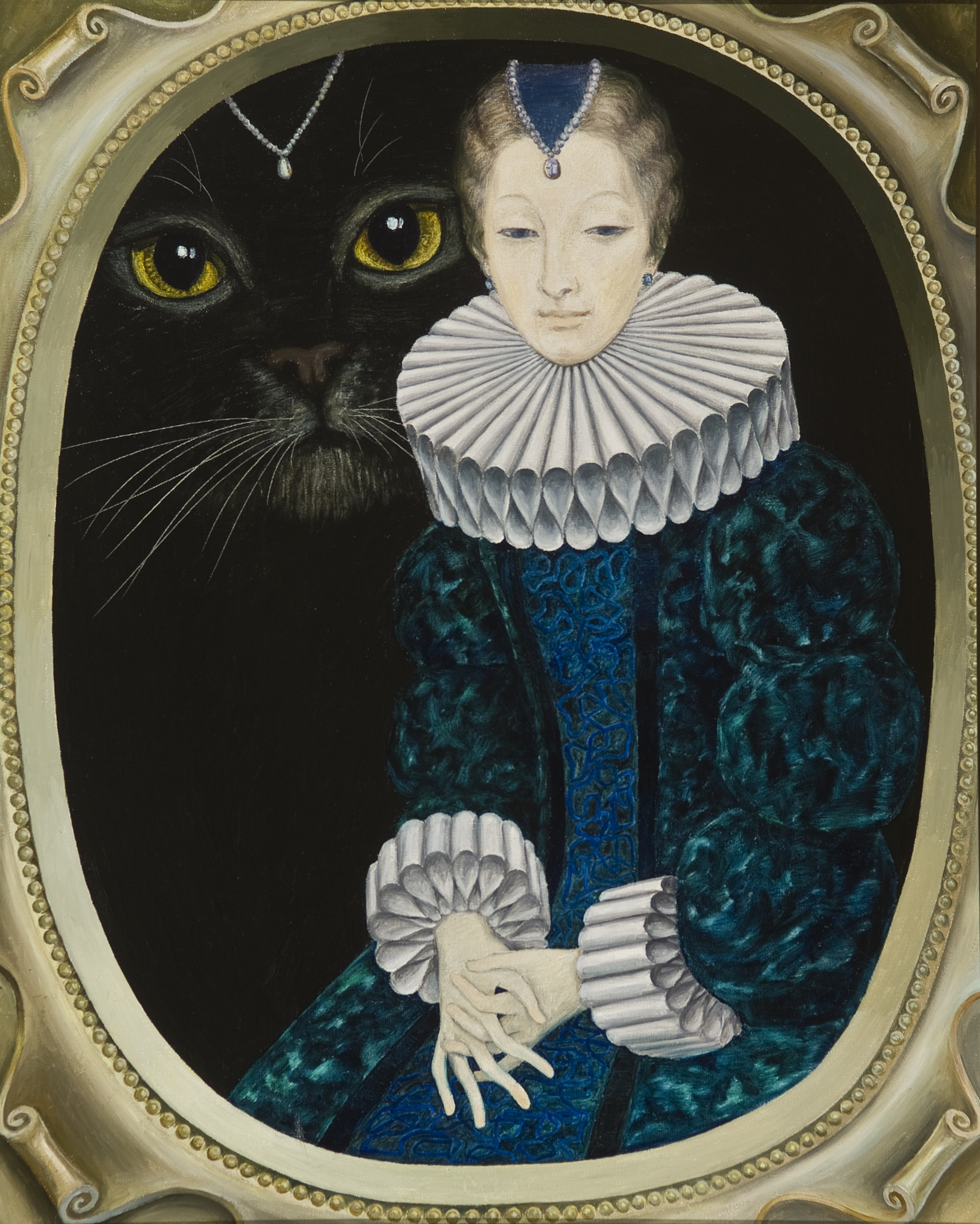
Behemot i Małgorzata LXVII (1974), olej, płótno 81x65